# Reis naar het einde van de nacht

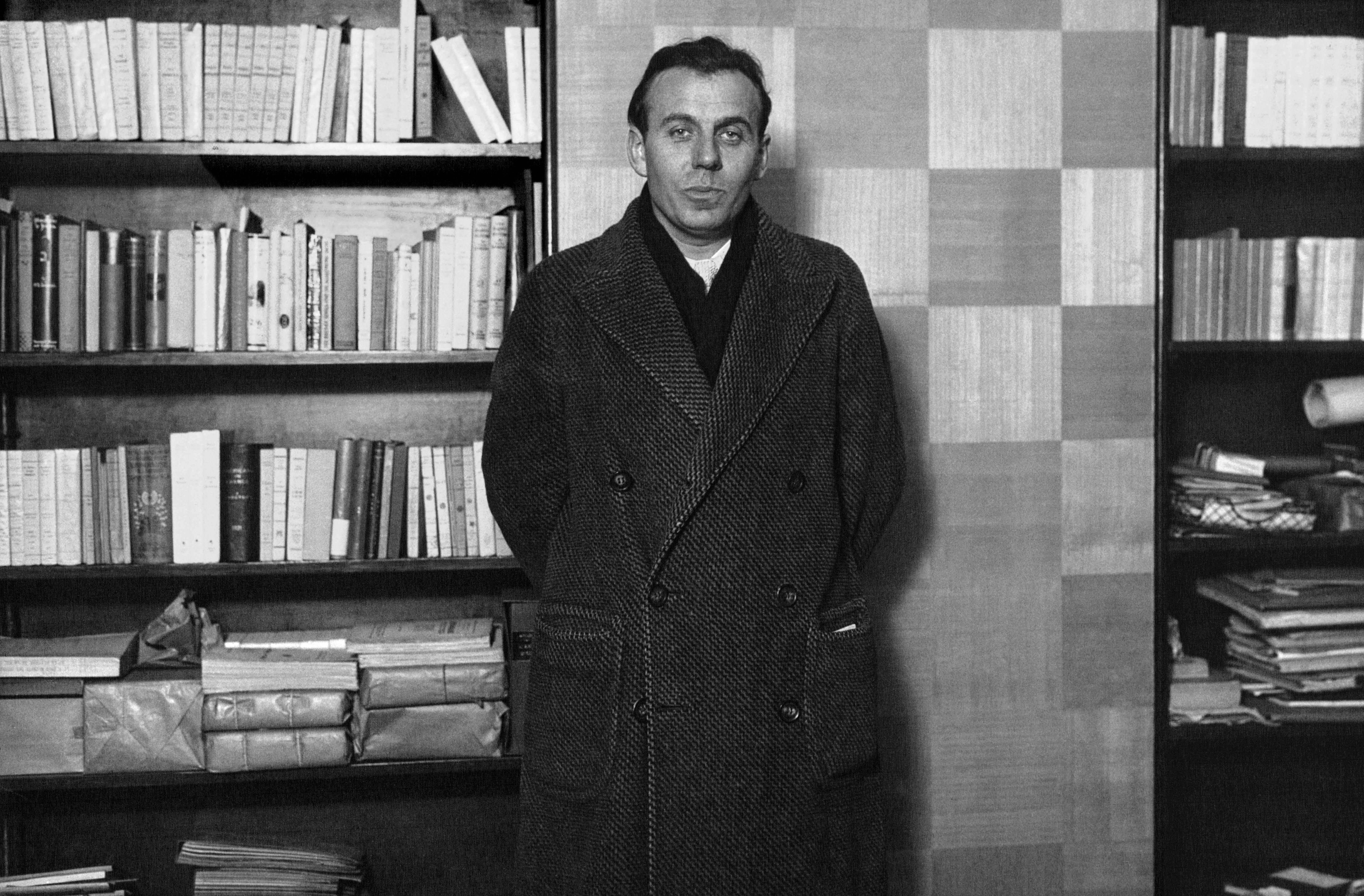
Louis-Ferdinand Céline, 1932

Reis naar het einde van de nacht (Frans: Voyage au bout de la nuit) is het romandebuut van Louis-Ferdinand Céline uit 1932, verschenen in Parijs.

## Intrige

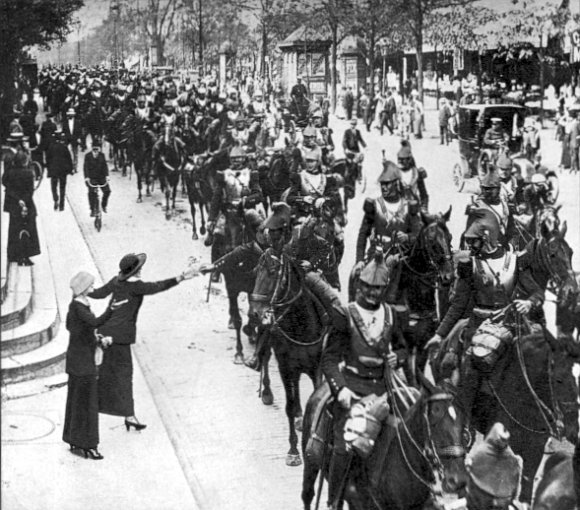
Franse Cavalerie, met Céline / Bardamu onder hen, op weg naar de oorlog, Parijs, 1914

Reis naar het einde van de nacht beschrijft de wederwaardigheden van hoofdpersoon Ferdinand Bardamu, feitelijk een alter ego van Céline. Hij wordt op bijna autobiografische wijze gevolgd, eerst tijdens de Eerste Wereldoorlog, aan het front in Vlaanderen (1917), waar hij een onderscheiding kreeg en blijvend lichamelijk letsel opliep; vervolgens is er sprake van een kortstondige en ongelukkige koloniale loopbaan in Afrika (1916-1917); later gaat hij naar de Verenigde Staten, waar hij onder meer de werkomstandigheden bij Ford in Detroit onderzoekt (Céline deed dat zelf ook en publiceerde rond die tijd zijn kritisch essay La médecine chez Ford). Uiteindelijk eindigt Bardamu (net als ook weer Céline zelf) als arts in Clichy, een voorstad van Parijs.

## Typering en waardering
Reis naar het einde van de nacht kan wel gezien worden als een roman over de banaliteit en zinloosheid van het leven, hoewel het einde (de vestiging van Bardamu als arts) ook wel gezien kan worden als het besluit van een bildungsroman: na de misère die hij zelf gekend en gezien heeft tijdens zijn omzwervingen in de oude en de nieuwe wereld, zal Bardamu voortaan beroepshalve menselijk leed lenigen. Zijn eigen bestaan wordt er echter nauwelijks zinvoller door, eerder nog meer verward dan het al was.
Reis naar het einde van de nacht wordt in belangrijke mate getypeerd door Célines levendige taalgebruik, met gebruik van hyperbolen en het procedé van weglatingen (het overslaan van passages, die de lezer dan zelf mag invullen). Toch kan zijn taalgebruik in Reis naar het einde van de nacht qua taal nog aansluiting vinden bij klassieke prozavormen en heeft Céline het voor zijn latere werk typerende ritmische taalgebruik (zijn “petite musique”, met de kenmerkende drie puntjes) nog niet gevonden. Dat neemt niet weg dat veel Céline-liefhebbers Reis naar het einde van de nacht nog altijd zien als een hoogtepunt, voor menigeen hét hoogtepunt uit Célines oeuvre.
Reis naar het einde van de nacht werd in 1932 onderscheiden met de Prix Renaudot. Le Monde koos het boek in 1996 als zesde in een overzicht van de beste literaire werken uit de twintigste eeuw. In 2008 behaalde het boek een vijfde plaats in de lijst van beste buitenlandse boeken, die werd opgesteld door een publieksverkiezing, georganiseerd door NRC en NPS. In 2002 werd het boek opgenomen in de lijst van beste 100 boeken uit de wereldliteratuur, samengesteld door de gezamenlijke Noorse boekenclubs en de Zweedse Academie.

## Vertaling
Voor de in 1968 verschenen Nederlandse vertaling van Reis naar het einde van de nacht werd aan literair vertaler E.Y. Kummer (pseudoniem van Emanuel Kummer en Yvonne Santina Kummer-Bitter) in 1972 de Martinus Nijhoff Vertaalprijs toegekend.
In mei 2021 verscheen hiervan de 27e druk.

## Trivia
- De Franse striptekenaar Jacques Tardi illustreerde in de tachtiger jaren een luxe heruitgave van Reis naar het einde van de nacht.